# Guillaume V d'Auvergne
Pour les articles homonymes, voir Guillaume V.
Guillaume V, comte d'Auvergne après son père. Il fit des donations à l'église de Clermont en 1030 et 1034. À la Pentecôte de 1059, il assista au couronnement du roi Philippe Ier. Il est mort en 1064.
Il fut l'époux de Philippie, fille d'Étienne, comte de Gévaudan, et le père de Robert II et d'Étienne, évêque de Clermont, en 1054.